# سیارک ۳۹۳۳
سیارک ۳۹۳۳ (به انگلیسی: 3933 Portugal، نامگذاری:1986EN4) سه هزار و نهصد و سی و سومین سیارک کشف شده‌است که در ۱۲ مارس ۱۹۸۶ کشف شد.
قدر مطلق سیارک برابر ۱۲٫۴۰ است.